# Agón
Agón es un municipio de España, en la provincia de Zaragoza, comunidad autónoma de Aragón y comarca del Campo de Borja. Tiene un área de 18,52 km².

## Geografía
Integrado en la comarca de Campo de Borja, se sitúa a 57 kilómetros de la capital provincial. El término municipal está atravesado por la carretera nacional N-122 entre los pK 53 y 54, además de por carreteras locales que permiten la comunicación con Fréscano, Magallón y Bisimbre. 
El relieve del municipio es predominantemente llano, estando definido por el valle del río Huecha, numerosas acequias para el regadío y por alguna elevación aislada. La altitud oscila entre los 370 metros al noroeste y los 310 metros a orillas del río. El pueblo se alza a 312 metros sobre el nivel del mar. 
| Noroeste: Borja y Fréscano | Norte: Fréscano | Noreste: Bisimbre |
| Oeste: Borja               |                 | Este: Magallón    |
| Suroeste: Magallón         | Sur: Magallón   | Sureste: Magallón |

## Demografía
Agón cuenta con una población de 133 habitantes (INE 2024).
| Gráfica de evolución demográfica de Agón entre 1842 y 2021                                                          |
| |
| Población de derecho según los censos de población del INE Población de hecho según los censos de población del INE |

## Administración y política
| Período   | Alcalde                      | Partido | Partido |
| --------- | ---------------------------- | ------- | ------- |
| 1979-1983 | Miguel Ángel Carranza Torres | UCD     |         |
| 1983-1987 |                              |         |         |
| 1987-1991 |                              |         |         |
| 1991-1995 |                              |         |         |
| 1995-1999 |                              |         |         |
| 1999-2003 |                              |         |         |
| 2003-2007 | Juan Carlos Yoldi Martínez   | PSOE    |         |
| 2011-2015 | Juan Carlos Yoldi Martínez   | PSOE    |         |
| 2015-2019 | Juan Carlos Yoldi Martínez   | PSOE    |         |
|           | Francisco Giménez Lahuerta   | PSOE    |         |

| Partido político    | Partido político                                   | 2003   | 2007   | 2011   | 2015   |
| Partido político    | Partido político                                   | Ediles | Ediles | Ediles | Ediles |
|                     | Partido de los Socialistas de Aragón (PSOE-Aragón) | 3      | 4      | 4      | 4      |
|                     | Partido Aragonés (PAR)                             | 2      | —      | 1      | 1      |
|                     | Chunta Aragonesista (CHA)                          | —      | 1      | —      | —      |
|                     | Partido Popular de Aragón (PP)                     | —      | —      | —      | —      |
| Total de concejales | Total de concejales                                | 5      | 5      | 5      | 5      |

## Cultura

### Patrimonio
- Antiguo castillo del que se conservan restos significativos
- Ermita de Gañarul, edificada en el siglo XVI en la que destaca su torre mudéjar, recientemente restaurada

### Fiestas
- San Pedro Mártir, del 29 de abril
- Nuestra Señora de los Ángeles, 2 de agosto